# Dendronephthya gregoriensis
Dendronephthya gregoriensis is een zachte koraalsoort uit de familie Nephtheidae. De koraalsoort komt uit het geslacht Dendronephthya. Dendronephthya gregoriensis werd in 1909 voor het eerst wetenschappelijk beschreven door Henderson. 